# ماكس فان دن بيرغ
ماكس فـان دن بيرغ هو سياسي هولندي، ولد في 22 مارس 1946 في Ammerstol ‏ في هولندا. نشط حزبياً في حزب العمل. في انتخابات البرلمان الأوروبي 1999، انتخب عضو في البرلمان الأوروبي عن دائرة هولندا (دائرة انتخابية للبرلمان الأوروبي) لترشحه ضمن قائمة حزب العمل، وقد انضم خلال فترته النيابية (20 يوليو 1999 – 19 يوليو 2004) للكتلة البرلمانية التحالف التقدمي للاشتراكيين والديمقراطيين وفي انتخابات البرلمان الأوروبي 2004، انتخب عضو في البرلمان الأوروبي عن دائرة هولندا (دائرة انتخابية للبرلمان الأوروبي) لترشحه ضمن قائمة حزب العمل، وقد انضم خلال فترته النيابية (20 يوليو 2004 – 31 أغسطس 2007) للكتلة البرلمانية التحالف التقدمي للاشتراكيين والديمقراطيين وانتخب municipal executive of Groningen ‏.